# 广东莲桂
广东莲桂（学名：Dehaasia kwangtungensis）为樟科莲桂属下的一个种。

## 扩展阅读
- 維基物種上的相關：广东莲桂